# Калтышино
Калтышино — деревня в Промышленновском районе Кемеровской области. Входит в состав Тарасовского сельского поселения.

## География
Центральная часть населённого пункта расположена на высоте 179 метров над уровнем моря.

## Население
По данным Всероссийской переписи населения 2010 года, в деревне Калтышино проживает 112 человек (53 мужчины, 59 женщин).